# 319

## Събития
- Грузия приема християнството